# Mitsuteru Moroishi
Mitsuteru Moroishi (japanisch 諸石 光照 Moroishi Mitsuteru; * 11. April 1967 in Kōnan (Aichi)) ist ein japanischer Rollstuhltennisspieler.

## Karriere
Bei Mitsuteru Moroishi wurde im Alter von 30 Jahren das Guillain-Barré-Syndrom diagnostiziert. Er verbrachte dreieinhalb Jahre im Krankenhaus und begann nach seiner Entlassung mit dem Rollstuhltennis; Moroishi startet in der Klasse der Quadriplegiker („Quad“) und spielt seit 2010 ITF-Turniere, von denen er zahlreiche niedrigerer Kategorie im Einzel oder Doppel gewinnen konnte.
Seit 2012 ist er mehrfach beim World Team Cup für Japan angetreten und war 2019 am Gewinn des Wettbewerbs beteiligt.
Bei den Para-Asienspielen konnte er insgesamt vier Medaillen gewinnen, 2014 in Incheon holte er im Einzel und an der Seite von Shota Kawano im Doppel Gold. In Jakarta 2018 war es Bronze im Einzel und zusammen mit Kōji Sugeno erneut Gold im Doppel.
Mitsuteru Moroishi hat dreimal an Paralympischen Spielen teilgenommen. 2012 traf er in der ersten Runde auf Peter Norfolk, der ohne Spielverlust weiterkam. Auch im Doppel traf Moroishi – diesmal im Halbfinale der Doppelkonkurrenz – an der Seite von Shota Kawano auf Norfolk, der mit Andrew Lapthorne antrat; die Briten zogen in zwei Sätzen in das Endspiel ein. Das anschließende Spiel um Platz drei verloren die Japaner ebenfalls – das israelische Doppel Noam Gershony und Shraga Weinberg holte Bronze. Bei den Spielen 2016 in Rio scheiterten Moroishi / Kawano in der ersten Runde an den späteren Goldmedaillengewinnern Dylan Alcott und Heath Davidson. Im Einzel konnte Moroishi durch einen Sieg gegen den Brasilianer Rodrigo Oliveira das Viertelfinale erreichen, dort traf er auf David Wagner, der in zwei Sätzen gewann und in diesem Jahr Bronze holte.
In Tokio gab es 2021 eine Erstrundenniederlage gegen Alcott, der sein Einzelgold von Rio verteidigen konnte. Im Doppel kam es im Halbfinale erneut zu einer Begegnung mit Alcott und Davidson, dieses Jahr jedoch an der Seite von Kōji Sugeno. Wiederum zogen die Australier in das Finale ein – allerdings reichte es im Spiel um Platz drei diesmal für Bronze, die Briten Antony Cotterill und Andrew Lapthorne mussten sich in drei Sätzen geschlagen geben.